# Guglielmo Marconi
Guglielmo Marconi (Bologna, 1874. április 25. – Róma, 1937. július 20.) olasz fizikus és mérnök, a drótnélküli távíró feltalálója. 1909-ben megkapta a fizikai Nobel-díjat Karl Ferdinand Braunnal együtt.

## Ifjúkora
Bologna közelében született Giuseppe Marconi olasz földbirtokos, és ír felesége, Annie Jameson (a Jameson Whiskey-szeszfőzde alapítójának unokája) második fiaként. Marconi Bolognában, Firenzében, és később Livornóban tanult.

## A rádióval kapcsolatos munkái

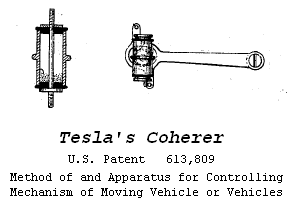
Kohérer

Marconi fiatal kora óta érdeklődött a fizika és az elektromosság iránt. Az 1890-es évek elején elkezdett dolgozni a "vezeték nélküli távírás" ötletén. Ez nem volt új ötlet; Számos kutató és feltaláló több mint 50 éve kutatta a vezeték nélküli távíró technológiákat, sőt az elektromos vezetést, elektromágneses indukciót és optikai (fény) jelzést alkalmazó rendszereket is, de egyik sem bizonyult technikailag és kereskedelmileg sikeresnek. Egy viszonylag új fejlemény Heinrich Hertztől származott, aki 1888-ban James Clerk Maxwell munkája alapján bebizonyította, hogy lehet elektromágneses sugárzást előállítani és kimutatni. Akkoriban ezt a sugárzást akkoriban "hertzi" hullámoknak nevezték, ma pedig rádióhullámoknak nevezik.
Marconit lenyűgözték Heinrich Hertz elektromágnesességgel kapcsolatos munkái. Hertz 1894-ben bekövetkezett halála miatt megjelentek a korábbi felfedezésekről szóló áttekintések, köztük Oliver Lodge brit fizikus bemutatója a rádióhullámok továbbításáról és észleléséről, valamint Augusto Righi cikke Hertz munkásságáról. Righi cikke megújította Marconi érdeklődését egy rádióhullámokon alapuló vezeték nélküli távirati rendszer kifejlesztése iránt.
20 évesen Marconi rádióhullámokkal kapcsolatos kísérleteket kezdett végezni, és saját berendezéseinek nagy részét a Pontecchio-i Villa Griffone-ban (jelenleg Sasso Marconi közigazgatási egysége) lévő otthonának tetőterében építette fel. Marconi Hertz eredeti kísérleteire épített, és Righi javaslatára elkezdett egy koherens, Édouard Branly francia fizikus 1890-es felfedezésein alapuló korai detektort használni, amelyet Lodge kísérleteiben használtak, és amely megváltoztatta az ellenállást a rádióhullámok hatására.
Apja támogatásával Marconi tovább olvasta a szakirodalmat, és átvette a rádióhullámokkal kísérletező fizikusok ötleteit. Olyan eszközöket fejlesztett ki, mint például a hordozható adó- és vevőrendszerek, amelyek nagy távolságokra is képesek működni. 1895 nyarán Marconi a kísérleteit a szabadban, apja bolognai birtokán folytatta. Különböző antennaelrendezéseket és -formákat próbált ki, de még a fejlesztések ellenére is csak másfél mérföldig tudott jeleket továbbítani, amit Oliver Lodge 1894-ben a rádióhullámok maximális átviteli távolságaként jósolt meg. Az áttörés 1895 nyarán következett be, amikor Marconi úgy találta, hogy sokkal nagyobb hatótávolság érhető el, miután megemelte antennája magasságát, és a vezetékes távírásban használt technikát kölcsönözve földelte adóját és vevőjét. Ezekkel a fejlesztésekkel a rendszer képes volt jeleket továbbítani akár 2 mérföld (3,2 km) távolságig és még dombokon keresztül is foghatóvá vált.
A monopolantenna a Hertz által használt dipólus antennákhoz képest csökkentette a hullámok frekvenciáját, és függőlegesen polarizált rádióhullámokat sugárzott, amelyek nagyobb távolságokat tudtak megtenni. Ekkor már arra a következtetésre jutott, hogy további finanszírozással és kutatással egy olyan eszközzé válhatna a rádió, ami képes nagyobb távolságok áthidalására, amely mind kereskedelmi, mind katonai szempontból értékesnek bizonyulna. Marconi 1895-ös kísérleti készüléke bizonyult az első mérnökileg teljes, kereskedelmi szempontból sikeres rádióátviteli rendszernek.

1896-ban Marconi beszélt a családi barátjával Carlo Gardinival, az Egyesült Államok bolognai konzulátusának tiszteletbeli konzuljával arról, hogy elhagyná Olaszországot, és Nagy-Britanniába élne. Gardini írt egy bemutatkozó levelet Olaszország londoni nagykövetének, Annibale Ferrerónak, amelyben bemutatta Marconit, és megemlítette, hogy milyen rendkívüli felfedezései vannak. Ferrero nagykövet válaszában azt tanácsolta, hogy ne fedjék fel Marconi eredményeit, amíg nem kapnak szabadalmat. Arra is bátorította Marconit, hogy jöjjön Nagy-Britanniába, ahol szerinte könnyebb lenne megtalálni a szükséges anyagi forrásokat és támogatókat ahhoz, hogy kísérletei eredményeit kereskedelmileg is hasznosítani tudja.

Mivel Olaszországban kevés érdeklődést vagy elismerést tapasztalt munkája iránt, Marconi 1896 elején, 21 évesen, édesanyja kíséretében Londonba utazott, hogy támogatást keressen munkájához. (Az olasz mellett folyékonyan beszélt angolul.) Marconi Doverbe érkezett, és a vámtiszt kinyitotta a táskáját, ahol különböző készülékeket talált. A vámtiszt azonnal kapcsolatba lépett a londoni Admiralitással. Ott Marconi elnyerte William Preece, az Általános Postahivatal (GPO) vezető villamosmérnökének érdeklődését és támogatását. Ez idő alatt Marconi úgy döntött, hogy szabadalmaztatnia kell a rendszerét, amit 1896. június 2-án jelentett be, a 12039-es számú brit szabadalmat "Improvements in Transmitting Electrical impulses and Signals, and in Apparatus therefor" címmel, amely a rádióhullámokon alapuló kommunikációs rendszer első szabadalma lett.

## Morzejeles demonstrációk a nyilvánosság előtt
Marconi 1896 júliusában mutatta be először rendszerét a brit kormánynak. Ezt követően további bemutatók sorozata következett a briteknek, és 1897 márciusára Marconi mintegy 6 kilométeres távolságon keresztül továbbította a morzejeleket a Salisbury-síkságon. 1897. május 13-án Marconi küldte az első nyílt tengeren keresztüli vezeték nélküli kommunikációt - a Bristoli-csatornán keresztül a Flat Holm-szigetről a Cardiff melletti Lavernock-fokig, ami 6 kilométeres távolságot jelentett. Az üzenet szövege így szólt: "Are you ready" azaz "Készen állsz?"
Az adóberendezést szinte azonnal áthelyezték a Somerset partján fekvő Brean Down erődbe, 16 kilométerre (9,9 mérföldre) kiterjesztve a hatótávolságot. Preece, akit ezek és más bemutatók lenyűgöztek, két fontos londoni előadáson mutatta be Marconi folyamatban lévő munkáját a nagyközönségnek: "Telegráfia vezetékek nélkül" címmel 1896. december 11-én a Toynbee Hallban; és "Jelzés a térben vezetékek nélkül" címmel 1897. június 4-én a Royal Institution előtt.
Számos további tudományos bemutató következett, és Marconi fokozatosan bekerült a nemzetközi tudományos érdeklődés középpontjába. 1897 júliusában hazájában, La Speziában az olasz kormány megbízásából egy tesztsorozatot hajtott végre. 1898. július 6-án George Kemp és Edward Edwin Glanville a Lloyd's számára végzett tesztet a ballycastle-i The Marine Hotel és a Rathlin Island között, mindkettő az írországi Ulsterben, Antrim megyében található.
1899. március 27-én sikerült távirjeleket továbbítania az Angol-csatornán a franciaországi Wimereux-ből az angliai South Foreland világítótoronyba. Marconi a dorseti Poole kikötőjében, Sandbanksben, a Haven Hotelben hozott létre egy kísérleti bázist, ahol egy 100 láb magas árbocot állított fel.
1898 decemberében a brit világítótorony-szolgálat engedélyezte a vezeték nélküli kommunikáció létesítését a doveri South Foreland világítótorony és a tizenkét mérföldre lévő East Goodwin világítótorony között. 1899. március 17-én az East Goodwin világítótorony küldte az első vezeték nélküli vészjelzést, az Elbe kereskedelmi hajó nevében, amely zátonyra futott a Goodwin Sandsnél. Az üzenetet a South Foreland világítótorony rádiós kezelője fogadta, aki a Ramsgate-i mentőcsónakot hívta segítségül.
1899 őszén került sor az első rádiós bemutatójára az Egyesült Államokban. Marconi a The New York Herald újság meghívására az Egyesült Államokba hajózott, hogy tudósítson az America's Cup nemzetközi vitorlásversenyekről a New Jersey állambeli Sandy Hooknál. Az adás a Porto Rico Line SS Ponce nevű személyszállító hajójának fedélzetén történt.

Marconi 1899. november 8-án indult Angliába az American Line SS Saint Paul nevű hajóján, és az út során segítőivel együtt vezeték nélküli berendezéseket telepített a fedélzetre. Az utazás előtt megkezdődött a második búr háború, és Marconi rádióberendezésének az volt a feladata, hogy a konfliktusról szóló híreket eljuttassa az utasokhoz.
1902 februárjában az SS Philadelphia Nagy-Britanniából nyugatra hajózott Marconival a fedélzetén, és gondosan rögzítette a Poldhu állomásról naponta küldött jeleket. A tesztek eredményei szerint a koherens szalagok vétele 1550 mérföldig (2490 km), a hang vétele pedig 2100 mérföldig (3400 km) terjedt. A legnagyobb távolságokat éjszaka érték el, és ezek a tesztek voltak az első olyan vizsgálatok, amelyek kimutatták, hogy a középhullámú és hosszúhullámú rádiójelek éjszaka sokkal messzebbre jutnak, mint nappal. Napközben a jeleket csak mintegy 700 mérföldig (1100 km) fogták, ami kevesebb mint fele a korábban Új-Fundlandon állított távolságnak, ahol az adások szintén nappal történtek. Emiatt Marconi nem erősítette meg teljes mértékben az új-fundlandi állításokat, bár bebizonyította, hogy a rádiójelek több száz kilométeres távolságra is elküldhetők, annak ellenére, hogy egyes tudósok úgy vélték, hogy ezek a jelek lényegében a látótávolságra korlátozódnak.
1902. december 17-én a kanadai Új-Skóciában található Glace Bay-i Marconi-állomásról érkező adás lett a világ első rádióüzenete, amely Észak-Amerikából átjutott az Atlanti-óceánon. 1901-ben Marconi a Massachusetts állambeli South Wellfleet közelében épített egy állomást, amely 1903. január 18-án üdvözlő üzenetet küldött Theodore Roosevelt amerikai elnöktől az Egyesült Királyság VII. Edward királyának. A következetes transzatlanti jelzést azonban nehéz volt létrehozni.
Az adást és a vételt nagy méretű antennákkal, a demodulálást kohérerrel oldotta meg. 1899-ben a La Manche csatornán át táviratozott, majd 1901-ben megvalósította az első transzatlanti rádió-összeköttetést. Munkáját a haditengerészet támogatta. A Titanic rádiósai a Marconi-társaság alkalmazásában voltak, nem a hajótársaságában. Marconi élete folyamán tovább tökéletesítette rádiótechnikai találmányait, amit 1909-ben (Karl Ferdinand Braunnal megosztott) Nobel-díjjal ismertek el.
Marconi más feltalálókkal versenyezve nagy teljesítményű állomásokat kezdett építeni az Atlanti-óceán mindkét partján, hogy a tengeren lévő hajókkal kommunikálhasson. 1904-ben kereskedelmi szolgáltatást hozott létre, hogy éjszakai hírösszefoglalókat továbbítson az előfizető hajóknak, amelyek ezeket beépíthették a fedélzeti újságjaikba. A rendszeres transzatlanti rádiótávíró-szolgálat végül 1907. október 17-én indult el.

## Titanic
A Marconi Co. rádiójának a tengeri mentésekben játszott szerepe növelte a közvélemény figyelmét a rádió értékére, és hírnevet hozott a Marconinak, különösen az RMS Titanic 1912. április 15-i és az RMS Lusitania 1915. május 7-i elsüllyedése kapcsán.

Az RMS Titanic rádiósai, Jack Phillips és Harold Bride nem a hajót birtokló White Star Line részvénytársaság, hanem a Marconi International Marine Communication Company alkalmazásában álltak. Az óceánjáró elsüllyedése után a túlélőket a Cunard Line RMS Carpathia nevű hajója mentette ki.  A Carpathiának összesen 17 percbe telt, amíg a Titanic által küldött SOS-jelet fogadta és dekódolta. A két hajó között 58 mérföld távolság volt. Amikor a Carpathia kikötött New Yorkban, Marconi a The New York Times riporterével a fedélzetre ment, hogy beszéljen Bride-dal, a túlélő operátorral. Az eset után Marconi hihetetlen nagy népszerűségre tett szert, és egyre elismertebbé vált a rádiózás és a vezeték nélküli technológia területén végzett felfedezéseiért.
1912. június 18-án Marconi tanúvallomást tett a Titanic vesztét vizsgáló bíróság előtt a tengeri távírás funkcióiról és a tengeri vészhelyzetekre vonatkozó eljárásokról[60] Nagy-Britannia főpostamestere a Titanic katasztrófájára utalva összegzett: 

"Akik megmenekültek, azokat egyetlen ember, Marconi úr ... és az ő csodálatos találmánya mentette meg."

## Későbbi munkái
Az évek során a Marconi társaságok műszaki konzervativizmusukról szereztek hírnevet, különösen azáltal, hogy továbbra is a nem hatékony szikra adó technológiát használták, amely csak rádiótávíró-műveletekhez volt használható, jóval azután, hogy nyilvánvalóvá vált, hogy a rádiós kommunikáció jövője a folyamatos hullámú átvitelben rejlik, amely hatékonyabb és hangátvitelre is használható. Kissé megkésve, de a vállalat 1915-től, a rezgő vákuumcső  bevezetését követően komoly munkába kezdett folytonos hullámú berendezésekkel. A chelmsfordi New Street Works gyár 1920-ban az Egyesült Királyságban az első szórakoztató rádióadások helyszíne volt, amelyek vákuumcsöves adót használtak, és amelyekben Dame Nellie Melba szerepelt. 1922-ben a Great Baddow-i Marconi Kutatóközpontból rendszeres szórakoztató adások indultak, amelyek a BBC előzményei voltak, és ugyanebben az évben Florence Tyzack Parburyvel tartott zártkörű összejövetelén a repülés és a vezeték nélküli telefonálás szoros kapcsolatáról beszélt, sőt a bolygóközi vezeték nélküli kommunikációról is beszélt. 1924-ben a Marconi Társaság társalapítója volt az Unione Radiofonica Italiana (ma RAI) társaságnak.

## Szabadalmai

### Brit szabadalmak
- British patent No. 12,039 (1896) "Improvements in Transmitting Electrical impulses and Signals, and in Apparatus therefor". Date of Application 2 June 1896; Complete Specification Left, 2 March 1897; Accepted, 2 July 1897 (later claimed by Oliver Lodge to contain his own ideas which he failed to patent).
- British patent No. 7,777 (1900) "Improvements in Apparatus for Wireless Telegraphy". Date of Application 26 April 1900; Complete Specification Left, 25 February 1901; Accepted, 13 April 1901.
- British patent No. 10245 (1902)
- British patent No. 5113 (1904) "Improvements in Transmitters suitable for Wireless Telegraphy". Date of Application 1 March 1904; Complete Specification Left, 30 November 1904; Accepted, 19 January August 1905.
- British patent No. 21640 (1904) "Improvements in Apparatus for Wireless Telegraphy". Date of Application 8 October 1904; Complete Specification Left, 6 July 1905; Accepted, 10 August 1905.
- British patent No. 14788 (1904) "Improvements in or relating to Wireless Telegraphy". Date of Application 18 July 1905; Complete Specification Left, 23 January 1906; Accepted, 10 May 1906.

### Amerikai szabadalmak
- U.S. Patent 586,193 "Transmitting electrical signals", (using Ruhmkorff coil and Morse code key) filed December 1896, patented July 1897
- U.S. Patent 624,516 "Apparatus employed in wireless telegraphy".
- U.S. Patent 627,650 "Apparatus employed in wireless telegraphy".
- U.S. Patent 647,007 "Apparatus employed in wireless telegraphy".
- U.S. Patent 647,008 "Apparatus employed in wireless telegraphy".
- U.S. Patent 647,009 "Apparatus employed in wireless telegraphy".
- U.S. Patent 650,109 "Apparatus employed in wireless telegraphy".
- U.S. Patent 650,110 "Apparatus employed in wireless telegraphy".
- U.S. Patent 668,315 "Receiver for electrical oscillations".
- U.S. Patent 676,332 "Apparatus for wireless telegraphy" (later practical version of system)
- U.S. Patent 757,559 "Wireless telegraphy system". Filed 19 November 1901; Issued 19 April 1904.
- U.S. Patent 760,463 "Wireless signaling system". Filed 10 September 1903; Issued 24 May 1904.
- U.S. Patent 763,772 "Apparatus for wireless telegraphy" (Four tuned system; this innovation was predated by N. Tesla, O. Lodge, and J. S. Stone)
- U.S. Patent 786,132 "Wireless telegraphy". Filed 13 October 1903
- U.S. Patent 792,528 "Wireless telegraphy". Filed 13 October 1903; Issued 13 June 1905.
- U.S. Patent 884,986 "Wireless telegraphy". Filed 28 November 1902; Issued 14 April 1908.
- U.S. Patent 884,987 "Wireless telegraphy".
- U.S. Patent 884,988 "Detecting electrical oscillations". Filed 2 February 1903; Issued 14 April 1908.
- U.S. Patent 884,989 "Wireless telegraphy". Filed 2 February 1903; Issued 14 April 1908.
- U.S. Patent 924,560 "Wireless signaling system". Filed 9 August 1906; Issued 8 June 1909.
- U.S. Patent 935,381 "Transmitting apparatus for wireless telegraphy". Filed 10 April 1908; Issued 28 September 1909.
- U.S. Patent 935,382 "Apparatus for wireless telegraphy".
- U.S. Patent 935,383 "Apparatus for wireless telegraphy". Filed 10 April 1908; Issued 28 September 1909.
- U.S. Patent 954,640 "Apparatus for wireless telegraphy". Filed 31 March 1909; Issued 12 April 1910.
- U.S. Patent 997,308 "Transmitting apparatus for wireless telegraphy". Filed 15 July 1910; Issued 11 July 1911.
- U.S. Patent 1,102,990 "Means for generating alternating electric currents". Filed 27 January 1914; Issued 7 July 1914.
- U.S. Patent 1,226,099 "Transmitting apparatus for use in wireless telegraphy and telephony". Filed 31 December 1913; Issued 15 May 1917.
- U.S. Patent 1,271,190 "Wireless telegraph transmitter".
- U.S. Patent 1,377,722 "Electric accumulator". Filed 9 March 1918
- U.S. Patent 1,148,521 "Transmitter for wireless telegraphy". Filed 20 July 1908; Issued 3 August 1915.
- U.S. Patent 1,981,058 "Thermionic valve". Filed 14 October 1926; Issued 20 November 1934.

## Marconi és Tesla
1896-ban Angliában Marconi sikeresen bemutatta a rádióhullámok vezeték nélküli sugárzását, mivel készülékén sikeresen továbbított morzekódokkal rádióüzeneteket a Brit tudományos nyilvánosság előtt. A rádiózás feltalálásáért 1909-ben fizikai Nobel-díjat kapott. 

1899-ben a laboratóriumában Tesla szokatlan jeleket figyelt meg a vevőjéről, amelyekről azt feltételezte, hogy talán egy másik bolygóról érkeznek. Felfedezéséről egy 1899. decemberi levelében beszámolt egy újságírónak, majd 1900-ban a Vörös Kereszt Társaságnak is. A riporterek szenzációs történetként kezelték és arra a következtetésre jutottak, hogy Tesla jeleket hall a Marsról. Tesla a Collier's Weekly című magazinban 1901. február 9-én megjelent, „Beszélgetés bolygókkal” című cikkében részletesen kifejtette az általa tapasztalt jelenséget. Elmondta, hogy kezdetben nem volt nyilvánvaló számára, hogy „intelligensen irányított jeleket” hall, és hogy a jelek idegen civilizációktól, talán a Marsról, Vénuszról vagy más bolygókról származhatnak. Technikatörténészek szerint Tesla azonban az általa földöntúli civilizációk jeleinek vélt jelenség helyett nagyobb eséllyel inkább Marconi 1899 júliusi tengeren leadott rádiókísérlet sorozatát foghatta kolorádói kísérleti telepén.
Miután Marconi megkapta afizikai Nobel-díjat, Tesla beperelte őt azzal a váddal, hogy plagizálta a találmányát. 1943-ban az Egyesült Államok Legfelsőbb Bírósága határozatot hozott Marconi rádiószabadalmairól, amelyben visszaállította Oliver Lodge, John Stone Stone és Nikola Tesla néhány korábbi szabadalmát. Fontos megemlíteni, hogy a döntés azonban nem Marconi korai azaz 1896-os június másodikai rádiószabadalmairól szólt ( GB189612039A ), ahol lefektette az alapjait a világ első rádiótávírójának, ezzel biztosítva elsőbbségét a rádiókommunikációt lehetővé tevő technológia feltalálásában.

## Személyes információk
- 1905. március 16-án feleségül vette Beatrice O'Brient (1882–1976), Edward Donough O'Brien lányát. Három lányuk és egy fiuk született. 1924-ben különváltak, házasságukat 1927-ben érvénytelenítették.
- 1927. június 15-én feleségül vette Maria Cristina Bezzi-Scalit (1900–1994).
- Gyermekei Degna (1908–1998), Gioia (1916–1996), Giulio (1910–1971), és Elettra (1930–).
- Egy testvére volt, Alfonso, és egy mostohatestvére, Luigi.
- Benito Mussolini volt Marconi tanúja, amikor másodszor házasodott, 1927-ben.

## Emlékezete
- Nevét viseli a Bologna Guglielmo Marconi repülőtér.
- A Marconi Stallions FC nevű ausztrál focicsapatot róla nevezték el.